# 阿热库尔
阿热库尔（法語：Hagécourt，法語發音：[aʒekuʁ] ⓘ）是法国大東部大區孚日省的一个市镇，属于埃皮纳勒区。

## 地理
阿热库尔（48°14'12"N, 6°9'16"E）面积7.6 平方千米，位于法国大東部大區孚日省，该省份为法国东北部内陆省份，北起默兹省和默尔特-摩泽尔省，西接上马恩省，南至上索恩省和贝尔福地区省，东临上莱茵省和下莱茵省。
与阿热库尔接壤的市镇（或旧市镇、城区）包括：马龙库尔、朗库尔、瓦勒鲁瓦欧索勒、班维尔欧索勒、伯涅库尔、栋派尔。

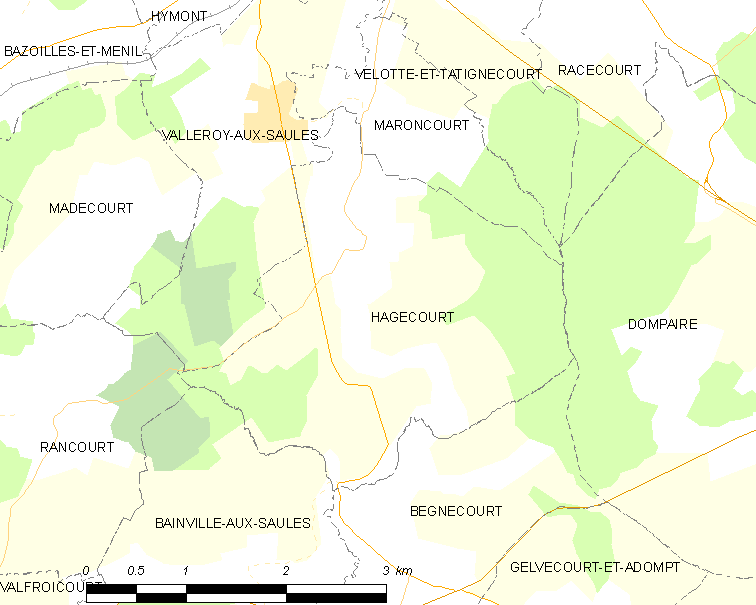
阿热库尔的OSM定位图

阿热库尔的时区为UTC+01:00、UTC+02:00（夏令时）。

## 行政
阿热库尔的邮政编码为88270，INSEE市镇编码为88226。

## 政治
阿热库尔所属的省级选区为达尔内县。

## 人口

1962-2008年间阿热库尔人口变化图示

阿热库尔于2022年1月1日时的人口数量为128人。